# مقتل بريونا تايلور
بريونا تايلور، فنيّة طوارئ طبية أمريكية من أصل أفريقي، كانت تبلغ من العمر 26 عامًا عندما قُتلت بطلق ناري على يد رجال قسم شرطة مترو لويفيل (إل إم بي دي) في 13 مارس 2020. دخل ثلاثة ضباط من قسم شرطة مترو لويفيل بملابس مدنيّة شقة تايلور لتنفيذ مذكرةٍ بالتفتيش دون إذن في لويفيل، كنتاكي. جرى تبادل إطلاق النار بين الشرطة وصديق تايلور كينيث ووكر. قال ووكر إنه ظنَّ أن رجال الشرطة دخلاء. أطلق رجال الشرطة أكثر من عشرين طلقة. أُصيبت تايلور منها لثماني مرات وأُصيب الضابط جوناثان ماتينغلي إثر التبادل الناري. حضر ضابطٌ آخر وملازمٌ من قسم الشرطة تنفيذَ مذكرة التفتيش. 
كانت أهداف تحقيق قسم شرطة مترو لويفيل بشكل رئيس جاماركوس غلوفر وأدريان ووكر اللذين اشتُبه في أنهما يبيعان مواد محظورة من منزل مخدرات على بُعد 10 أميال (16 كيلومترًا). ربطت غلوفر علاقةٌ سابقةٌ بتايلور. تضمنت مذكرة التفتيش سكن تايلور لأنه اشتُبه في أن غلوفر تلقى طرود مخدراتٍ في منزل تايلور، ولأن سيارةً لتايلور شوهدت في عدة مناسبات أمام منزل غلوفر. لم يُعثر على أي مخدرات في الشقة.
بدأ ووكر الذي كان يحمل سلاحًا مرخصًا بإطلاقَ النار، فأصيبَ ضابطٌ ينفذ القانون، عندئذ، ردّت الشرطة بإطلاق النار على الشقة بأكثر من 20 طلقة. وفقًا لدعوى القتل الخطأ التي رفعها محامي عائلة تايلور على الشرطة، فإن رجال الشرطة الذين دخلوا منزل تايلور دون إذن أو إعلان عن مذكرة تفتيش، أطلقوا النار «مع تجاهلٍ تام لقيمة الحياة الإنسانية». 

## الأشخاص المعنيون بالحادثة
- برونا تايلور: فنية طوارئ طبية تعمل في جامعة لويفيل.[9] أقيمت جنازتها في 21 مارس 2020.[10]
- كينيث ووكر: صديق تايلور الذي كان يعيش معها في الشقة.
- جوناثان ماتينغلي: ضابط شرطة في قسم شرطة مترو لويفيل، انضم للقسم في عام 2000، أصبح رقيبًا في 2009، وانضم إلى قسم مكافحة المخدرات في عام 2016.
- بريت هانكسون: باحثٌ بملابس مدنية. انضم هانكسون إلى القسم في عام 2003.
- مايلز كوسجروف: ضابط شرطة في قسم شرطة مترو لويفيل، انتقل إلى قسم مكافحة المخدرات في عام 2016.

## إطلاق النار
في 13 مارس 2020، بعد منتصف الليل بقليل، دخل رجال شرطة لويفيل شقة برونا تايلور وكينيث ووكر مستخدمين مِدقًّا لكسر باب الشقة. كان رجال الشرطة يتقصّون عن رجلين اشتُبه في أنهما يبيعان المخدرات. أُصدرت بحق منزل تايلور ووكر مذكرةُ تفتيش دون إذن، وقّعتها قاضية دائرة مقاطعة جيفرسون، ماري. إم شاو، حسب التقارير المستندة إلى بيان الشرطة في الاشتباه برجل استخدم الشقة لتلقي طرود مخدرات. زُعم أن تاجر المخدرات المشتبه به شوهد يسير في شقة تايلور في ظهيرة أحد أيام يناير ومعه طرد من الخدمة البريدية للولايات المتحدة (يو إس بي إس) قبل أن يغادر مستقلًا السيارة إلى منزل مخدرات معروف. وقد ذكرت المذكرة أن مفتشًا بريديًا أمريكيًا أكّد أن المشتبه به كان يتلقى طرودًا في الشقة. قال المفتش البريدي توني جودين إن مكتبه قد أبلغ الشرطة أنه لم يجرِ تلقي أي طرود مثيرة للاهتمام هناك. 
ذكر رجال شرطة لويفيل أنهم عرّفوا عن أنفسهم عند دخولهم المنزل بعد طرق الباب لعدة مرات، وقالوا إنهم رجال شرطة لويفيل مع مذكرة تفتيش. نفَت عائلة تايلور وجيرانها ذلك، وقالوا إنه لم يكن هناك أي إعلان، وإن تايلور وصديقها ووكر ظنّا أن شخصًا ما يقتحم المنزل؛ ما دفع ووكر للتصرف دفاعًا عن النفس. ذكر ووكر في أثناء استجوابه أن تايلور صاحت عدة مرات: «من بالباب؟» بعد سماعها دويًّا قويًّا عند الباب، لكنها لم تتلقَّ جوابًا، وأنه بعد ذلك تسلّح. بدأ ووكر، الذي يحمل سلاحًا مرخصًا، بإطلاق النار مصيبًا ضابط شرطة في ساقه؛ ردًا على ذلك، أطلق رجال الشرطة ما زاد عن 20 طلقة؛ على الأشياء في غرفة المعيشة وغرفة الطعام والمطبخ والممر والحمام وغرفتي النوم. أصيبت تايلور على الأقل لثماني مرات وأُعلنت وفاتُها في مكان الحادث. لم يُعثر على أي مخدرات في الشقة. وفقًا لمصادر مجهولة تحدثت إلى محطة دبليو إيه في إي، فإن أحد الضباط الثلاث قد أطلق النار بتهور من خارج المنزل، عبر الشبابيك والستائر المعدنية والقماشية المغلقة؛ لكن المصادر لا تعتقد أن تايلور أصيبت بأي رصاص من طلقات الضابط في الخارج. 

## المقترحات التشريعية
في يونيو 2020، قدّم النواب الديمقراطيون في الكونغرس قانون العدالة في الشرطة لعام 2020، وهو مشروع قانون واسع يشتمل على تدابير لمكافحة سوء سلوك الشرطة ووحشيتها والتحيز العنصري فيها. تضمن مشروع القانون حظر إصدار مذكرة تفتيش دون إذن (على غرار المذكرة التي صدرت بمداهمة منزل تايلور وأسفرت عن مقتلها) في التحقيقات الفدرالية عن المخدرات، وتقديم مكافآت للولايات التي تسنّ حظرًا مماثلًا. 
قدّم السيناتور راندال هاوارد بول قانون العدالة من أجل تايلور، والذي يمنع منفذي القانون الفدرالي من إصدار مذكرة «إلى أن يقدم الضابط إشعارًا عن سلطته وهدفه». مع تطبيقه على سلطات إنفاذ القانون في الولاية والسلطات المحلية التي تتلقى تمويلًا من وزارة العدل.  
في 10 يونيو، صوّت مجلس مدينة لويفيل بالإجماع على حظر مذكرات التفتيش دون إذن. سُمّي القانون قانون برونا وألزم جميع رجال الشرطة الذين ينفذون المذكرات بارتداء كاميرات الملابس وتشغيلها على الأقل لخمس دقائق قبل التنفيذ وحتى خمس دقائق على الأقل بعد التنفيذ. 

## ردود الفعل
لأسابيع بعد وفاة تايلور، لم يكن هناك إلا القليل من رد الفعل العام أو الاستجابة من المسؤولين الحكوميين. لم يقدّم قسم شرطة مترو لويفيل الكثير من التفاصيل عن إطلاق النار أو إجابات عن الحادثة. لفتت وفاة تايلور انتباهًا وطنيًا عندما نشر الناشط شون كينغ منشورًا عن مقتلها على وسائل التواصل الاجتماعي. في 13 مايو 2020، رد حاكم ولاية كنتاكي، آندي بيشير، على التقارير عن مقتل تايلور وقال إن للعامة الحق في معرفة كل شيء عن مداهمة مارس. وطلب بيشير من النائب العام لولاية كنتاكي دانيال كاميرون والمدّعين المحليين والفدراليين مراجعة التحقيق الأولي لشرطة لويفيل «لضمان تحقيق العدالة في وقت يعني للكثير فيه ألا تُغيّب العدالة». في 14 مايو، أعلن محافظ لويفيل غريغ فيشر ومدير قسم شرطة مترو لويفيل ستيف كونراد أنهما طلبا من مكتب التحقيقات الفدرالي ووكيل وزارة العدل الأمريكية مراجعة النتائج المحلية لتحقيق وحدة السلامة العامة عندما يتم إجراؤها. اقترح المعلقون مثل أروى مهداوي والبروفيسورة بريتني كوبر أن مقتل تايلور لم يكن ليحظى باهتمام لولا حادثة جورج فلويد، فالنساء السود يجري تجاهلهنّ في كثير من الأحيان. ربطت مهداوي ذلك بحملة #قُل_اسمها وتصريح مالكوم إكس: «المرأة السوداء هي الشخص الأقل احترامًا في أمريكا»، ودعت إلى المزيد من الاحتجاح لتحقيق العدالة لتايلور. 